# Henry M. Leland
Henry Martyn Leland, né le 16 février 1843 à Danville, Vermont et mort le 26 mars 1932 à Détroit, Michigan, est un industriel américain, fabricant de machines spéciales puis de moteurs pour l'automobile. Partisan de la qualité totale, il met au point le concept de l'interchangeabilité des pièces dans la construction automobile. Inventeur prolifique, il crée le système de contrôle à deux comparateurs « go » et « not go » destiné à faire effectuer des opérations de contrôle extrêmement précises par n'importe quel opérateur. Il est par ailleurs le fondateur des deux constructeurs américains actuels de prestige Cadillac et Lincoln.
D'origine quaker, il est un républicain convaincu et mène une existence rigoureuse sans tabac ni alcool. Son image reste celle d'un patriarche parcourant son usine avec un comparateur dans une main et une bible dans l'autre, toujours prêt à administrer un sermon à l'ouvrier qui n'aurait pas su réaliser son ouvrage correctement. Au cours de sa carrière, il est président de la SAE (Society of Automotive Engineers), ainsi que président de la Ligue des citoyens de Detroit (Detroit Citizen's League).

## Biographie
Henry Martyn Leland naît le 16 février 1843 à Danville, État du Vermont, dans une modeste ferme, huitième enfant de Leander B. Leland (né en 1803) et de Zylpha Tiff (née en 1810). Son père est conducteur d'un chariot couvert attelé à huit chevaux qui assure la liaison entre Boston, dans le Massachusetts, et Montréal, au Canada. Il reçoit 15 $ par mois pour ce travail et le quotidien de la famille est difficile. Mais c'est une famille de quakers qui assume sa condition sans se plaindre. Pourtant, à 11 ans, Henry décide de travailler pour aider sa famille. Il met au point un système permettant de dépiauter les soles qu'il parvient à vendre pour la somme d'un mois de salaire de son père.

### Un apprentissage long et fructueux

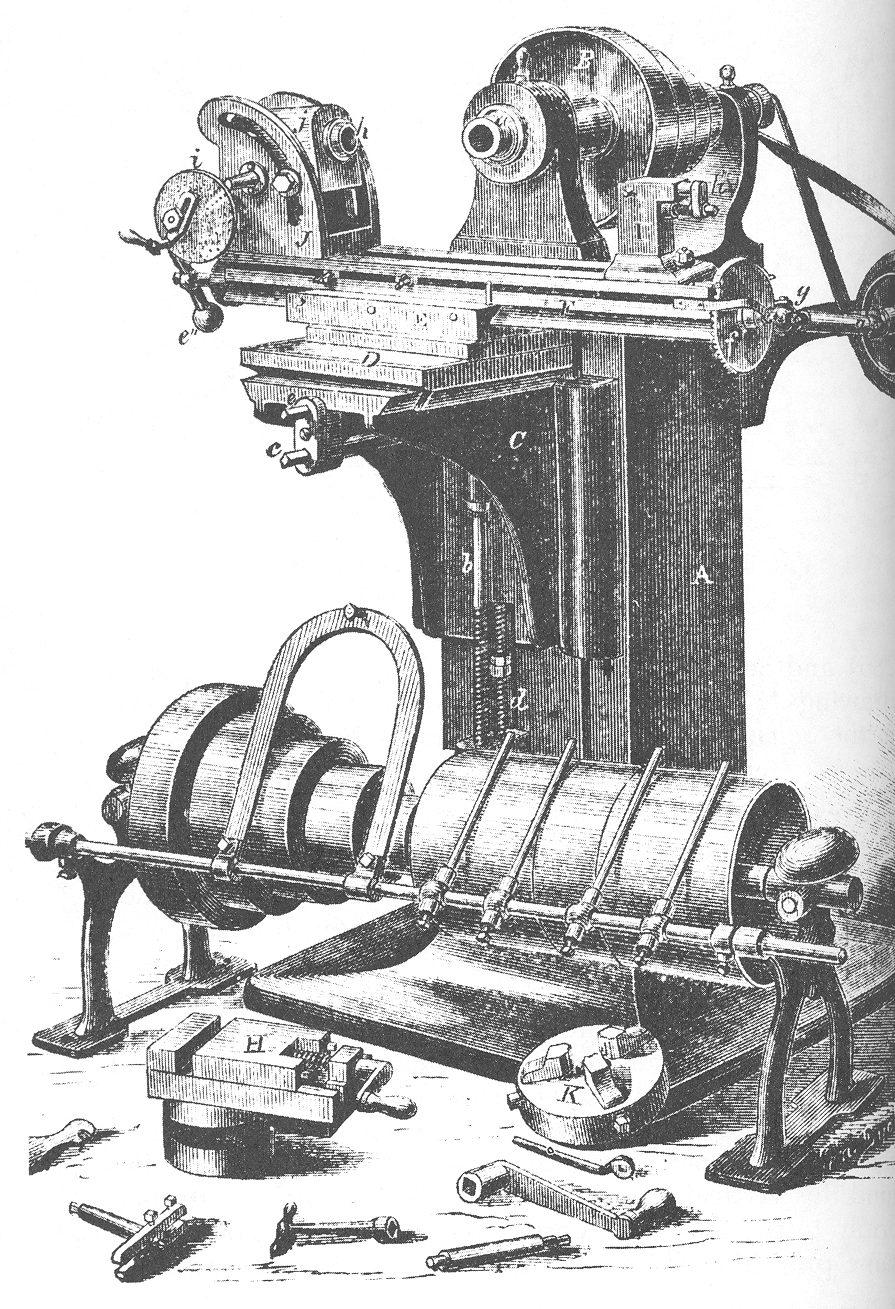
Un tour universel Brown & Sharpe

En 1857, les Leland partent s'installer à Worcester, dans le Massachusetts, une ville en pleine industrialisation capable de subvenir aux besoins de tous. Fort de son habileté manuelle, Henry trouve un emploi en tant qu'apprenti dans une petite usine qui fabrique des pièces détachées pour les métiers à tisser. Il y reste quatre ans, jusqu'au début de la guerre de Sécession quand il demande à s'engager dans l'armée. Mais il n'a que 18 ans et l'armée rejette sa demande. Il part alors à Springfield, où il trouve un emploi de mécanicien à l'arsenal fédéral de fabrication d'armement. Il y découvre la mécanique de précision et le concept d'« interchangeabilité des pièces » mis au point par Éli Whitney en 1796. À la fin des hostilités, l'arsenal de Springfield cessant son activité, Leland se fait embaucher chez Colt où il perfectionne ses connaissances techniques.
En 1867, il épouse Ellen Hull, qui lui donnera trois enfants, dont Wilfrid et Gertrude. Cinq ans plus tard, ils s'installent à Providence, dans l'État de Rhode Island, après qu'il a trouvé un poste chez Brown & Sharpe, le célèbre fabricant d'outils et de machines. Là, Leland découvre un degré de précision supérieur à celui de l'industrie de l'armement : les tolérances sont de l'ordre du cent-millième de millimètre. En plus de ses travaux sur les micromètres et autres comparateurs, Leland est amené à inventer des outils plus originaux, comme un appareil à couper les poils des chevaux, qu'il adaptera ensuite pour en faire une tondeuse pour les coiffeurs. Il est affecté ensuite à l'atelier de fabrication des machines à coudre dont il prend la tête en 1878. Il améliore la qualité des produits, augmente la production et réussit à baisser les prix de revient. Mais une attaque de typhoïde l'écarte de Providence en 1883 ; il s'installe à Columbus, dans l'Ohio.
Employé chez Jordon & Meechan, un fabricant de moules pour roulements à billes, Leland profite de l'occasion pour participer à la vie politique de la cité. En 1885, il retrouve un emploi chez Brown & Sharpe en qualité de consultant chargé de démarcher les chefs d'entreprise depuis Pittsburg jusqu'à la côte Pacifique. Il conseille ainsi des firmes aussi importantes que Colt, Westinghouse ou Pratt & Whitney. Puis il découvre la ville de Détroit, dans le Michigan. Le 8 août 1890, il s'y installe en famille.

### Un capitaine d'industrie inventif et audacieux
Avec deux associés, Robert C. Faulconer, un riche fabricant de meubles d'Alpena, et Charles H. Norton, un collègue dessinateur de machines-outils, il fonde la Leland Faulconer & Norton Company, une société de conception et de fabrication de machines spéciales (tours, rectifieuses, machines à riveter, à moudre le grain, à couper le métal...) et s'installe aux numéros 490-500 de l'avenue Trombley. Il fait venir près de lui son fils Wilfrid, âgé de 21 ans, première étape d'une collaboration professionnelle de plus de trente années entre le père et le fils.
Avec le départ de Norton en 1894, la firme est réorganisée en Leland & Faulconer, plus connue sous son sigle « L&F ». Deux ans plus tard, l'usine s'agrandit d'une fonderie de façon à obtenir les pièces fondues à la qualité exigée par Leland. Cette qualité permet à la firme de demander et d'obtenir des prix trois fois plus élevé que ses concurrents. En matière de contrôle, Leland développe le concept des comparateurs « go » et « not go », de façon à faire effectuer rapidement des contrôles de cotes extrêmement précis par n'importe quel ouvrier. La qualité d'usinage atteint ainsi le millième de millimètre. 
Ce caractère innovateur de la firme est également apprécié. Deux constructeurs de bicyclettes, Pope et Pierce, demandent ainsi à L&F de concevoir et de fabriquer les cardans de transmission de leurs engins, le système utilisant des chaines étant salissant pour les cyclistes en tenue de ville. Puis c'est au tour de la Compagnie des Tramways de Detroit de demander à L&F la fabrication des moteurs à vapeur. Enfin, c'est Frank Dimmer qui passe une commande pour des moteurs à pétrole destinés à la motorisation de ses bateaux.
En mars 1901, Ransom E. Olds vient à son tour demander l'aide de Leland pour améliorer la boîte de vitesses de sa voiture (la célèbre Model R « Curved Dash ») qui tourne dans un vacarme insupportable. Leland et ses ingénieurs trouvent la solution et rendent la boîte entièrement silencieuse. En outre, il assure Olds qu'avec ses engrenages parfaitement interchangeables, toute opération sur la boîte pourra désormais être réalisée sans ajustage. Extrêmement satisfait, Olds passe alors commande pour 2 000 moteurs à concevoir entièrement, pour remplacer les moteurs de ses voitures fabriqués jusqu'alors par les frères Dodge. L&F conçoit un moteur monocylindre développant 4 ch, soit 25 % de plus que son concurrent Dodge. Leland demande à ses ingénieurs de poursuivre leurs travaux et, quelques semaines plus tard, propose à Olds le même moteur mais dont la puissance atteint 10 ch. Mais Olds préfère tenir que courir et il refuse la proposition de Leland. Henry monte alors son moteur sur sa propre Oldsmobile et s'amuse régulièrement à dépasser dans un tourbillon de poussière les autres Oldsmobile trois fois moins puissantes.

### Le fondateur de Cadillac
En août 1902, William M. Murphy et Lemuel W. Bowen se présentent chez L&F. Ils viennent demander conseil à Leland pour la liquidation de leur société, la Henry Ford Company (ex-Detroit Automobile Company), dont le responsable technique, Henry Ford, vient de claquer la porte. Henry Leland se rend alors dans les ateliers de la firme et découvre qu'il a l'occasion de pouvoir construire sa voiture avec son moteur. Il suggère à Murphy et à Bowen de poursuivre leur activité le temps que ses ingénieurs, dirigés par Alanson P. Brush, conçoivent la nouvelle voiture. L'affaire est officialisée le 22 août 1902 avec la création de la Cadillac Automobile Company, baptisée en hommage au fondateur de la ville de Détroit dont on vient de fêter le bicentenaire, le Français Antoine de Lamothe-Cadillac. La nouvelle société se pare d'un emblème : les armoiries du sieur Cadillac. La marque et son blason sont enregistrés le 18 août 1905, puis la marque fait l'objet d'un dépôt légal le 7 août 1906 sous le numéro 54 931.
Le prototype de la Cadillac est terminé le 17 octobre 1902 et la voiture définitive est exposée au salon de l'automobile de New York en janvier 1903. Elle doit être retirée de l'exposition après que le directeur commercial de la marque a enregistré 2 286 commandes en quelques jours. Oldsmobile est alors le principal constructeur américain avec une production de 165 voitures par mois. Le succès est tel que l'usine doit refuser 1 500 commandes l'année suivante pour ne pas être totalement engorgée. Leland est à nouveau appelé par Murphy et Bowen pour trouver une solution. Il accepte de venir passer quelques heures par jour chez Cadillac avant d'y consacrer tout son temps, même s'il écrit alors qu'il « n'a jamais eu l'intention de construire et de vendre des automobiles, ce qui ne peut qu'apporter des tonnes de problèmes inextricables ». Il décide alors de transférer ses meilleurs ingénieurs de L&F à Cadillac et de fabriquer toutes les pièces de la Cadillac afin de ne plus dépendre des sous-traitants.
En novembre 1905, les deux firmes fusionnent pour devenir la Cadillac Motor Car Company avec Henry Leland comme directeur général et Wilfrid Leland comme assistant du trésorier William Murphy. Sous la conduite de Leland, Cadillac obtient la reconnaissance suprême de l'industrie : le Trophée Dewar, attribué par le RAC en 1909 pour la parfaite démonstration de l'interchangeabilité des pièces entre trois Cadillac réalisée en mars 1908 sur le circuit de Brooklands par l'importateur britannique de la marque.

#### Innovations
En décembre 1908, Leland abandonne les moteurs monocylindres et lance la première Cadillac à moteur 4-cylindres, la Cadillac Model Thirty. Cette évolution attire l'attention de William Crapo Durant, le créateur de la General Motors qui contrôle déjà Buick, Oldsmobile et une pléthore de petits constructeurs artisanaux. W. Durant propose de racheter la société et offre 3 millions de dollars à Leland. Les négociations menées par Wilfrid Leland aboutissent le 29 juillet 1909 et Durant s'offre Cadillac pour 5,7 millions de dollars, Leland père et fils continuant de diriger la firme comme si elle leur appartenait toujours. Et c'est avec la Thirty que Cadillac va de nouveau obtenir un Trophée Dewar attribué en 1913 pour l'invention du démarreur-dynamo et des phares électriques. En réalité, l'apparition de ce démarreur est liée au décès tragique d'un ami de Leland, Byron Carter (fondateur de la firme automobile Cartercar), qui s'était arrêté au cours de l'hiver 1910 pour venir en aide à une jeune conductrice dont la Cadillac venait de caler. Surpris par le retour de manivelle, Carter est gravement blessé et décède des suites de sa blessure. Henry Leland s'exclame alors regretter « d'avoir construit la moindre voiture après ce qui vient d'arriver ». Il réunit aussitôt ses ingénieurs et leur demande de « trouver un système de substitution à la manivelle. Ce projet est prioritaire sur tous les autres », et il promet que « la Cadillac ne tuera plus aucun homme si nous pouvons l'éviter ». C'est Charles Kettering (né en 1876) qui fournit la solution, le démarreur électrique développé par sa société DELCO (pour Dayton Engineering Laboratories Company), rare innovation qui ne provient pas des bureaux d'études de Cadillac.
En 1914, Cadillac abandonne le moteur à quatre cylindres pour se consacrer exclusivement aux moteurs à 8 cylindres en V. Ce type de moteur existe depuis 1903 et c'est une innovation française : Clément Ader puis Alexandre Darracq en construisent de façon artisanale, avant que la firme De Dion-Bouton n'en produise une petite série en 1910. Une De Dion-Bouton V8 est exposée au salon de New York en 1912 et Leland envoie Kettering l'acheter pour mieux pouvoir la décortiquer. En achetant un autre V8 au constructeur d'avion Hall-Scoot, Leland dispose alors de deux bases intéressantes pour développer son propre moteur, version largement améliorée et bien mieux construite. La Cadillac V8 apparaît en septembre 1914 sous la désignation de Type 51, en référence à sa cylindrée de 5,1 litres. C'est un succès : 13 000 exemplaires sont construits la première année et plus de 20 000 en 1915. Un journaliste note ainsi que « Leland vient de réaliser pour les riches ce que Ford a fait pour les pauvres », une automobile unique pour tous.

### Le fondateur de Lincoln

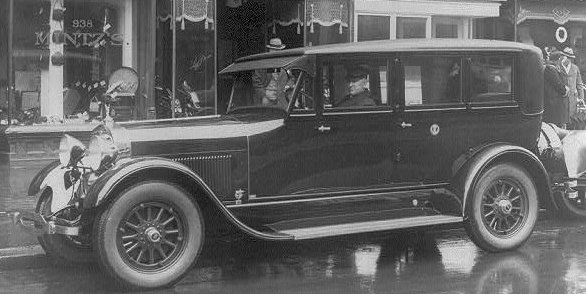
Une Lincoln L

Le V8 de Cadillac est si réputé que le gouvernement américain demande à Leland de le produire sous une forme modifiée comme moteur d’avion, qui est baptisé « Liberty ». Mais William Crapo Durant, le président de la General Motors, ne souhaite pas que sa division se convertisse à cette production. Ce désaccord entraîne la démission des Leland en juin 1917.
Grâce à un prêt fédéral, les Leland entreprennent la construction d’une usine destinée à produire le moteur Liberty. À 74 ans, un âge où il se sent « encore loin de la retraite », Henry Leland fonde ainsi la Lincoln Motor Company, une société dont le nom rend hommage à Abraham Lincoln, le 16e président des États-Unis, et premier homme pour qui Leland ait voté. Mais la fin de la guerre arrive trop vite pour Leland. Si le conflit s’était prolongé de six mois, il aurait pu rembourser l’intégralité de son prêt. Faute de commandes, il procède donc à la reconversion de son usine afin de construire une voiture de luxe à moteur V8 similaire à la Cadillac : la Lincoln L (avec un « L » comme « Leland »). Il doit cependant de nouveau emprunter plus de 6 millions de dollars, ce qui accroît fortement la dette de la société devenue Lincoln MotorCar Company.
La Lincoln L est une voiture bien construite et performante mais son prix de 5 000 dollars limite sa diffusion. Du fait du temps nécessaire à reconvertir l’usine, les premières livraisons subissent en outre des retards importants. En 1920, Leland est obligé de trouver un financement complémentaire mais une partie des actionnaires, entraînés par le premier d’entre eux, Murphy, s’y oppose et demande la liquidation de la société. La seule solution qui s’offre à Leland est de trouver un repreneur assez solide pour racheter toutes les actions de la société et assez compréhensif pour le laisser continuer à diriger la marque. Le seul homme qui peut se le permettre est Henry Ford.
Quand Leland vient le rencontrer dans sa luxueuse propriété de Fairlane, Henry Ford n'est guère enthousiaste pour reprendre son usine. Il faudra toute la conviction de son épouse Clara et de son fils Edsel (président de la Ford Motor Company depuis 1919) pour qu'il accepte de racheter Lincoln le 4 février 1922. Henry Leland reste président de la société, mais Edsel Ford devient vice-président. Sous sa conduite, Lincoln devient une affaire viable. Mais la mise en œuvre des méthodes de Ford apparaît comme une ingérence insupportable pour Leland. Le 13 juin 1922, il démissionne et prend sa retraite.
Henry Martyn Leland s'éteint à Détroit le 26 mars 1932 à l'âge de 89 ans.